# 堺市ふれあいバス

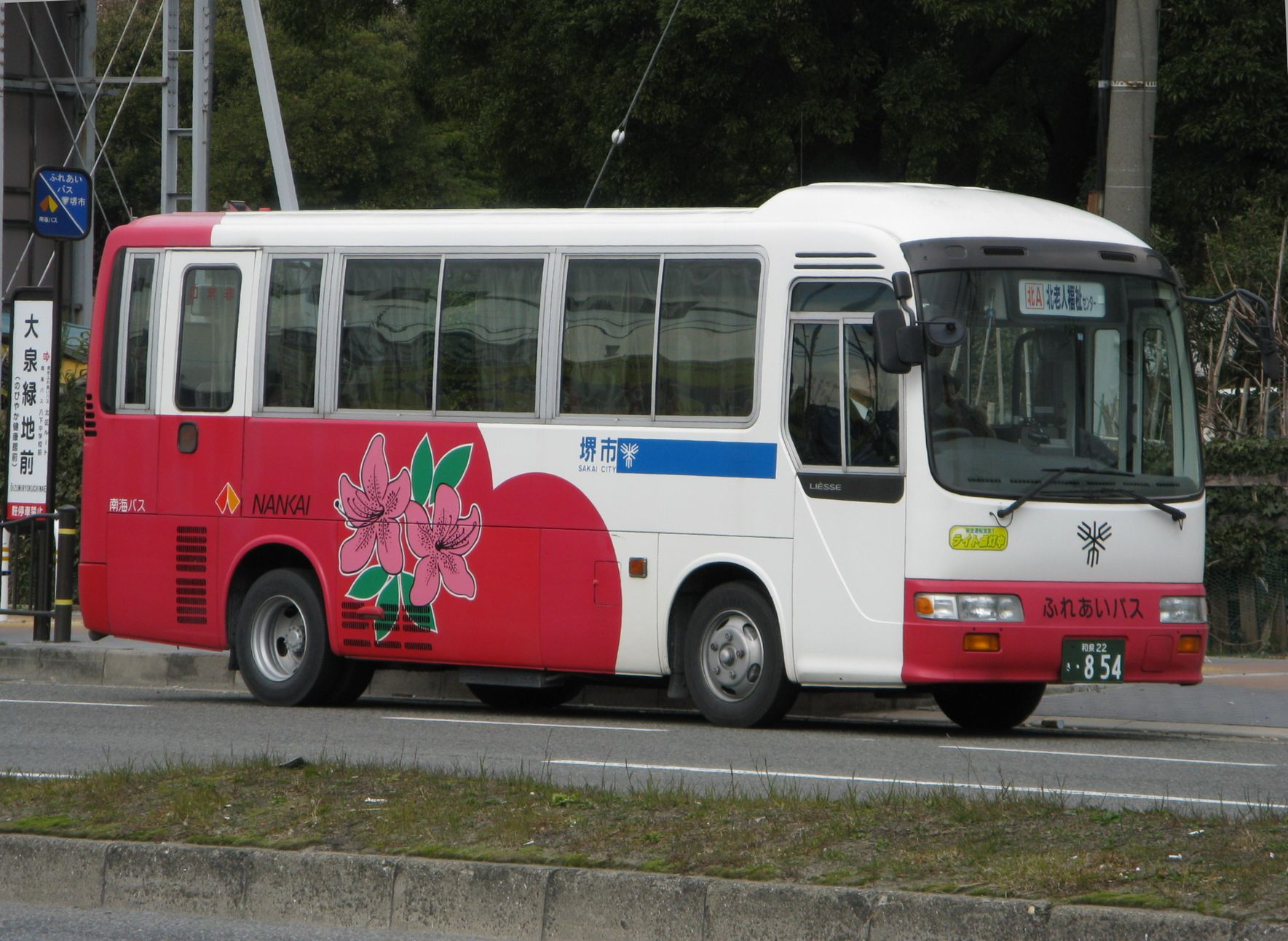
堺市ふれあいバスの車両
北区Aルート（大泉緑地前にて）
「堺市立老人福祉センター送迎バス」から引き継いだ日野・リエッセ。南海バスカラーとは異なる独自塗装のまま使用していた。

堺市ふれあいバス（さかいしふれあいバス）は、大阪府堺市がかつて運行していたコミュニティバス。運行は南海バス（堺営業所）に委託していた。なお、美原区においては、堺市編入前の旧南河内郡美原町時代から「みはらふれあい号」を別に運行しており、南海バス（泉北営業所金剛車庫）と近鉄バス（松原営業所）に運行委託していた。本項では、みはらふれあい号についても記述する。
いずれも2013年6月30日をもって廃止された。

## 沿革
堺市では支所制度の導入に伴い、中支所や西支所の開設時には南海電鉄バスの路線再編を行い、各支所へのアクセスを強化していた。しかし、バス事業の予想以上の収益の悪化により、支所へのアクセス強化のための路線再編が難しくなっていた。そのため、老人福祉センターへの送迎バスを支所へのアクセスや公共交通の空白地域の改善に活用できるよう検討し、老人福祉センターへの送迎バスを廃止し2000年10月2日に「ふれあいバス」の運行を開始した。
一方美原町では独自に「みはらふれあい号」の運行を行っていた。堺市との合併後も「ふれあいバス」との運行形態の統合は行われなかった。
2011年度に開催された「堺市公共交通検討会議」では、これらのコミュニティバスについて、以下のような問題点が指摘された。
- 路線バスと比較して運行日数が少ない（週3日運行）。
- 運行目的（区役所、老人福祉センターアクセス）以外の利用もされている。
- 利用者が特定の人に偏っている。
- 運行負担金の支出が大きい（収支率約10%）。
- 路線バスの運賃より低額で運行（100円）。
- 路線バスとの競合を避け主要駅にアクセスしていない。
- 延長が長いことや循環路線のため、行き先によっては時間がかかる。

これらの課題を踏まえ、「堺市地域公共交通会議」を開催した結果、現行のコミュニティバスの代替として、路線バスとの役割分担のため公共交通空白地域に特化した交通サービスを提供することとし、大きな需要が見込めないことから予約制とすることとした。そのため「ふれあいバス」と「みはらふれあい号」は、2013年6月30日の最終運行をもって廃止された。同年7月1日以降は代替措置として、65歳以上の市民を対象とした「おでかけ応援バス制度」の拡充や、阪堺電車の高齢者運賃割引制度の利用日を拡大する施策を実施するとした。
また、2014年3月10日より乗合タクシー「堺市乗合タクシー」の運行が開始した。この堺市乗合タクシーの一部停留所は、堺市ふれあいバス・みはらふれあい号のものとほぼ同位置にあるほか、停留所の形状もふれあいバスのものを踏襲している。
- 1998年2月：【堺市】南海電気鉄道に委託し、老人福祉センター送迎バスを運行開始[1]。
- 2000年10月2日：【堺市】老人福祉センター送迎バスを「ふれあいバス」に転換し運行開始[5][1]。
- 2000年10月：【美原町】「みはらふれあい号」の運行を開始[6]。
- 2005年2月1日：堺市が美原町を編入合併。
- 2007年 - 2008年：ふれあいバスについて、1区3コースから2コースへの統合（南区を除く）、運行日を週2日から週3日とする、便数を5便から4便程度とする、といった運行の見直しを順次行う。
  - 2007年6月18日：北区で実施[7]。
  - 2007年11月5日：東区、中区で実施[8]。
  - 2008年2月12日：堺区、南区、西区で実施[9][10]。
- 2013年6月30日：この日の運行をもって、「ふれあいバス」と「みはらふれあい号」を廃止。
- 2013年7月1日：おでかけ応援バス・阪堺電車の高齢者運賃割引の利用日を5と0のつく日（5日,10日,15日,20日,25日,30日）から平日すべてに拡充。
- 2014年3月10日：堺市乗合タクシーの実証実験を開始。

## 堺市ふれあいバス

### 運行内容
- 運行担当：南海バス堺営業所
- 運賃は大人100円、小学生50円。障害者割引があった。
- 各路線の運行曜日が決まっており、本数も日に3本から5本程度であった。
- 休日、敬老の日以外の祝日、年末年始（12月29日 - 1月3日）は運休日となっていた。
- 美原区を除く6区で運行していた。
- 行政区ごとに運行していたが、区を越えての系統は基本的に連絡し合っていなかった。複数の区から乗り入れてくるバス停は、北老人福祉センター（堺区・北区）、阪和第二泉北病院前（中区・北区）、八下中学校前（東区・北区）など。一部区間が他区を走っている例が数箇所あった。

### 鉄道との連絡
運行の核となっている各区役所は、以下の駅に近い。
- 堺市役所・堺区役所：南海高野線 堺東駅
- 東区役所：南海高野線 萩原天神駅
- 南区役所：泉北高速鉄道 栂・美木多駅
- 中区役所：泉北高速鉄道 深井駅
- 西区役所：JR西日本阪和線 鳳駅（500mほど離れている）
- 北区役所：大阪市営地下鉄御堂筋線（現Osaka Metro御堂筋線） 新金岡駅

これ以外の停留所で駅と連絡する箇所もあったものの、運行本数が少ないこともあり、鉄道からバスへ乗り継ぐには有用とは言い難かった。

### 路線
いずれも廃止直前の内容を記載する。それ以前の内容は外部リンク節を参照のこと。

#### 堺区
路線図（WARPによるアーカイブ）
- Aルート（月・水・金曜日運行）
  - 北老人福祉センター → 香ヶ丘 → 錦綾小学校前 → 錦西小学校前 → 堺市役所前 → ＜循環：市立堺病院前 → ザビエル公園前 → 堺駅前 → 寺地町駅前＞ → 堺市役所前 → （往路と同ルート） → 北老人福祉センター
  - 1日4便運行。第1便は香ヶ丘始発、第2便は2回目の堺市役所前止め、第3便は1回目の堺市役所前始発、第4便は香ヶ丘止め。

- Bルート（火・木・土曜日運行）
  - 北老人福祉センター → 浅香山郵便局前 → 堺市役所前 → ＜循環：市立堺病院前 → 中央図書館前 → 堺老人福祉センター → 神石市之町 → 楠町 → 市立堺病院 → 賑町＞ → 堺市役所前 → （往路と同ルート） → 北老人福祉センター
  - 1日4便運行。第1便は浅香山郵便局前始発、第2便は2回目の堺市役所前止め、第3便は1回目の堺市役所前始発、第4便は浅香山郵便局前止め。

#### 東区
路線図（WARPによるアーカイブ）
- Aルート（月・水・金曜日運行）
  - 東区役所前 → 初芝駅前 → 八下中学校前 → 初芝高校前 → 初芝駅前 → 東区役所前 → 南野田りんご公園前 → 東区役所前
  - 1日4便運行。

- Bルート（火・木・土曜日運行）
  - 東区役所前 → 初芝体育館前 → 白鷺駅前 → 初芝体育館前 → 東区役所前 → 西小学校前 → 西野 → 福町 → 西小学校前 → 東区役所前
  - 1日5便運行。第1便は白鷺駅前始発、第5便は白鷺駅前止め。

#### 南区
路線図（WARPによるアーカイブ）
- Aルート（月・木・土曜日運行）
  - 南老人福祉センター → 美木多 → 南区役所前 → 新檜尾台センター → 桃山台センター → 堺西高校前 → 豊田西 → 南区役所前 → 美木多 → 南老人福祉センター
  - 1日4便運行。第1便は南区役所前始発、第4便は豊田西止め。

- Bルート（火・水・金曜日運行）
  - 南老人福祉センター → 城山台センター → 南区役所前 → 三原台1丁 → 三原台中学校前 → 竹城台東小学校前 → 宮山台小学校前 → 豊田自治会館前 → 南区役所前 → 城山台センター → 南老人福祉センター
  - 1日4便運行。第1便は三原台1丁始発、第4便は豊田自治会館前止め。

- Cルート（火・水・金曜日運行）
  - 南老人福祉センター → 庭代台4丁東 → 南区役所前 → 三原台1丁 → 高倉台センター → 槇塚台センター → 若松台センター → 南区役所前 → 庭代台4丁東 → 南老人福祉センター
  - 1日5便運行。第1便は三原台1丁始発南区役所前止め、第2便は三原台1丁始発、第5便は若松台センター止め。

- Dルート（月・木・土曜日運行）
  - 南老人福祉センター → 原山台中学校前 → 南区役所前 → 釜室南 → 畑 → 釜室南 → 南区役所前 → 原山台中学校前 → 南老人福祉センター
  - 1日4便運行。第1便は畑始発、第4便は畑止め。

#### 中区
路線図（WARPによるアーカイブ）
- Aルート（月・水・金曜日運行）
  - 第1便：中区役所前 → 東陶器小学校前 → あみだ池 → うぐいす谷集会所前 → 中区役所前 → 中老人福祉センター
  - 第2便：中老人福祉センター → 商大堺高校前 → ソフィア堺前 → 商大堺高校前 → 中老人福祉センター → 中区役所前 → 東陶器小学校前 → あみだ池 → うぐいす谷集会所前 → 中区役所前 → 中老人福祉センター
  - 第3便・第4便：中区役所前 → 中老人福祉センター → 商大堺高校前 → ソフィア堺前 → 商大堺高校前 → 中老人福祉センター → 中区役所前 → 東陶器小学校前 → あみだ池 → うぐいす谷集会所前 → 中区役所前

- Bルート（火・木・土曜日運行）
  - 第1便：中区役所前 → 東百舌鳥小学校前 → 深井中央中学校西 → 阪和第二泉北病院前 → ソフィア堺前 → 中区役所前 → 中老人福祉センター
  - 第2便：中老人福祉センター → 深坂北 → 中老人福祉センター → 中区役所前 → 東百舌鳥小学校前 → 深井中央中学校西 → 阪和第二泉北病院前 → ソフィア堺前 → 中区役所前 → 中老人福祉センター
  - 第3便・第4便：中区役所前 → 中老人福祉センター → 深坂北 → 中老人福祉センター → 中区役所前 → 東百舌鳥小学校前 → 深井中央中学校西 → 阪和第二泉北病院前 → ソフィア堺前 → 中区役所前

#### 西区
路線図（WARPによるアーカイブ）
- Aルート（月・水・金曜日運行）
  - 西区役所前 → 上野芝駅前 → 上野芝中学校前 → 堀上緑町1丁 → 西区役所前 → 上 → 万崎東 → 太平寺 → 山田公民館前 → 福泉東小学校前 → 堺上高校前 → 西区役所前
  - 1日4便運行。

- Bルート（火・木・土曜日運行）
  - 西区役所前 → 大鳥神社前 → 鳳西町南 → 浜寺公園駅前通 → ＜循環：浜寺諏訪森町中1丁 → 石津神社前 → 浜寺中学校前＞ → 浜寺公園駅前通 → （往路と同ルート） → 西区役所前
  - 1日4便運行。

#### 北区
路線図（WARPによるアーカイブ）
- Aルート（月・水・金曜日運行）
  - 北老人福祉センター → 北花田駅前（駅前広場） → 長尾中学校前 → 堺市産業振興センター → 北区役所前 → ＜循環：大泉緑地前 → 八下中学校前 → 大泉小学校前＞ → 北区役所前 → （往路と同ルート） → 北老人福祉センター
  - 1日5便運行。第2便は北区役所前止め、第3便は北区役所前始発。

- Bルート（火・木・土曜日運行）
  - 北老人福祉センター → 北花田駅前（側道） → 金岡公園東口 → 北区役所前 → 金岡神社前 → 蟻ヶ池 → ＜循環：中もず駅前通 → 百舌鳥八幡宮東 → 赤畑町郵便局前 → 阪和第二泉北病院前 → もず梅町＞ → 蟻ヶ池 → （往路と同ルート） → 北老人福祉センター
  - 1日5便運行。第2便は北区役所前止め、第3便は北区役所前始発。

### 車両
「堺市ふれあいバス」の使用車両は、いずれも南海バスが所有していた。
初期の車両は「堺市立老人福祉センター送迎バス」から引き継いだ日野・リエッセを使用していた。塗装は南海バスの一般路線車とは異なり、4パターンの色調に花の絵をあしらったデザインであった。
ふれあいバス運行開始後は、車両数増大の必要にかられ、増備車として日野・レインボーHR（7m車）を導入した。この車両から南海バスの一般路線カラーを青系に変更したものを正式塗装とした。
その後はリエッセの老朽化もあり、レインボーHR（7m車）を増備した。後期車からは行先表示器のLED化や後方行先表示器の追加が行われた。さらにリエッセの置き換えのため、2010年代より日野・ポンチョを増備し、リエッセはふれあいバスの運用から完全に撤退した。

### 廃止後
特に住宅地の入り組んだ場所の坂上にある中老人福祉センターは代替手段が希薄なため、南海バスがふれあいバスと同じ1日5便の一般路線バス（中百舌鳥駅前 - 中老人福祉センター前）を新設して代替路線とした。新設路線の系統番号は52系統が付番され、形式上は51系統（中百舌鳥 - 伏尾）の「堺東泉ヶ丘線」の一部として、途中の小阪まで同一ルートを走る。52という系統番号は、かつての中百舌鳥 - 津久野間のバス路線に付けられていたものを引き継いでいる。
ふれあいバスで使用していた小型バスは、堺営業所と東山営業所へ転属し、一般路線車と同仕様の運賃箱や運賃表示機が設置されるとともに、南海バスの一般路線車のカラーリングへ変更された。2013年9月1日のダイヤ改正より一般路線用として運用開始され、同社の小型車運行区間のうち、大型車に置き換えられた堺東駅 - 白鷺駅（ダイヤ改正後に金岡町停留所より延伸）以外の路線に投入された。
中老人福祉センター行き52系統にもこれらの小型バスが使用され、ふれあいバス廃止前と同様の車両が使用された。また、ふれあいバス廃止は同社に残存していたリエッセの置き換えと小型車のノンステップ化を推進することとなった。なお、レインボーHRとポンチョが南海バスカラーで一般路線に投入されるのはこれが初である。

## みはらふれあい号
正式名称は、美原公共施設循環バス（みはらこうきょうしせつじゅんかんバス）。
堺市編入前の旧南河内郡美原町から引き継いだものであり、運行内容が堺市ふれあいバスと異なっていた。2000年に運行開始、ふれあいバスと同様に2013年6月30日をもって廃止された。南コースと西ルートの運行は南海バス、東ルートと北ルートの運行は近鉄バスにそれぞれ委託していた。

### 運行内容
- 運行担当：南海バス泉北営業所金剛車庫、近鉄バス松原営業所
- 運賃は無料。
- 運行曜日は平日のみで、土曜、休日、祝日、年末年始（12月29日 - 1月3日）は運休日となっていた。
- 各路線とも本数は日に5本程度であった。ただし、南コースと北コースの第1便のみ途中の停留所を始発停留所とし、東コースと西コースの第5便のみ途中の停留所を終点としていた。
- 基本的には美原区内のみに停留所があったが、堺市との合併後は北野田東口など東区内にも停留所が設置された。
- 鉄道駅のない美原区内で運行されており、鉄道との連絡は考慮されていない。

### 路線
路線図（WARPによるアーカイブ）
- 東コース（月 - 金曜日運行）

美原総合福祉会館前 → 美原区役所前 → 東多治井 → さつき野センター北 → 美原区役所前 → 美原総合福祉会館前
- 南コース（月 - 金曜日運行）

美原総合福祉会館前 → 美原区役所前 → 平尾 → 青南台2丁目 → 菅生 → 阿弥 → 美原区役所前 → 美原総合福祉会館前
- 西コース（月 - 金曜日運行）

美原総合福祉会館前 → 美原区役所前 → 北野田東口 → 南余部 → 美原にし保育所前 → 農芸高校前 → 美原区役所前 → 美原総合福祉会館前
- 北コース（月 - 金曜日運行）

美原総合福祉会館前 → 美原区役所前 → 真福寺ちびっこ公園前 → 菩提 → 太井 → 美原区役所前 → 美原総合福祉会館前

### 車両
ふれあいバスとは異なり、「みはらふれあい号」では専用車両としてマイクロバスの日野・リエッセIIを使用していた。塗装はシンプルなもので、白一色の車体に、全面と側面に「みはらふれあい号」のロゴが描かれ、ドア前側にはコースを示す行先標とその板を差し込むサボ受けが設置されていた。

## 利用状況
堺市ウェブサイトによると、「ふれあいバス」および「みはらふれあい号」の乗車人数は以下の通りである。
| 年度     | ふれあいバス | みはらふれあい号 | 備考                                         |
| -------- | ------------ | ---------------- | -------------------------------------------- |
| 2001年度 | 62,403       | 17,305           |                                              |
| 2002年度 | 60,131       | 22,410           |                                              |
| 2003年度 | 69,615       | 26,315           |                                              |
| 2004年度 | 70,708       | 26,440           |                                              |
| 2005年度 | 68,344       | 26,033           |                                              |
| 2006年度 | 70,891       | 27,452           |                                              |
| 2007年度 | 74,282       | 26,643           | ルートの再編、運行日、運行本数の見直しを実施 |
| 2008年度 | 77,838       | 22,662           |                                              |
| 2009年度 | 78,850       | 24,558           |                                              |
| 2010年度 | 79,449       | 24,306           |                                              |
| 2011年度 | 83,039       | 23,488           |                                              |